# Ганчо Попов (фабрика)
Фабрика за вълнени прежди на Ганчо Д. Попов е създадена на 1 януари 1907 г. в Габрово. През 1930 г. фабриката е преобразувана в търговско събирателно дружество.

## История
На 1 януари 1907 г. се основава едноличната фирма „Ганчо Д. Попов“ в Габрово, която произвежда прежди, шаяци, гайтани, фланели и др. и търгува с тях. Фабрика се е намира в с. Хаджицонев мост (днес квартал на Габрово). След смъртта на Ганчо Д. Попов през 1930 г., наследниците му Надежда и Донка Попови преобразуват фирмата в Търговско събирателно дружество „Ганчо Д. Попов“ – Габрово и запазват същата стопанска дейност. На 23 декември 1947 г. предприятието е национализирано, а на 1 септември 1949 г. е присъединено към ДИП „Евтим Апостолов“ – Габрово.
Архивът на фабриката се съхранява във фонд 129К в Държавен архив – Габрово. Той се състои от 10 архивни единици от периода 1911 – 1947 г.